# Castello di Neudenstein
Il castello di Neudenstein (in tedesco Schloss Neudenstein), anticamente noto anche come castello di Neydnstein, si trova nella omonima località di Völkermarkt, comune austriaco del Distretto di Völkermarkt appartenente al Land della Carinzia. La sua storia inizia nel XIV secolo.

## Storia

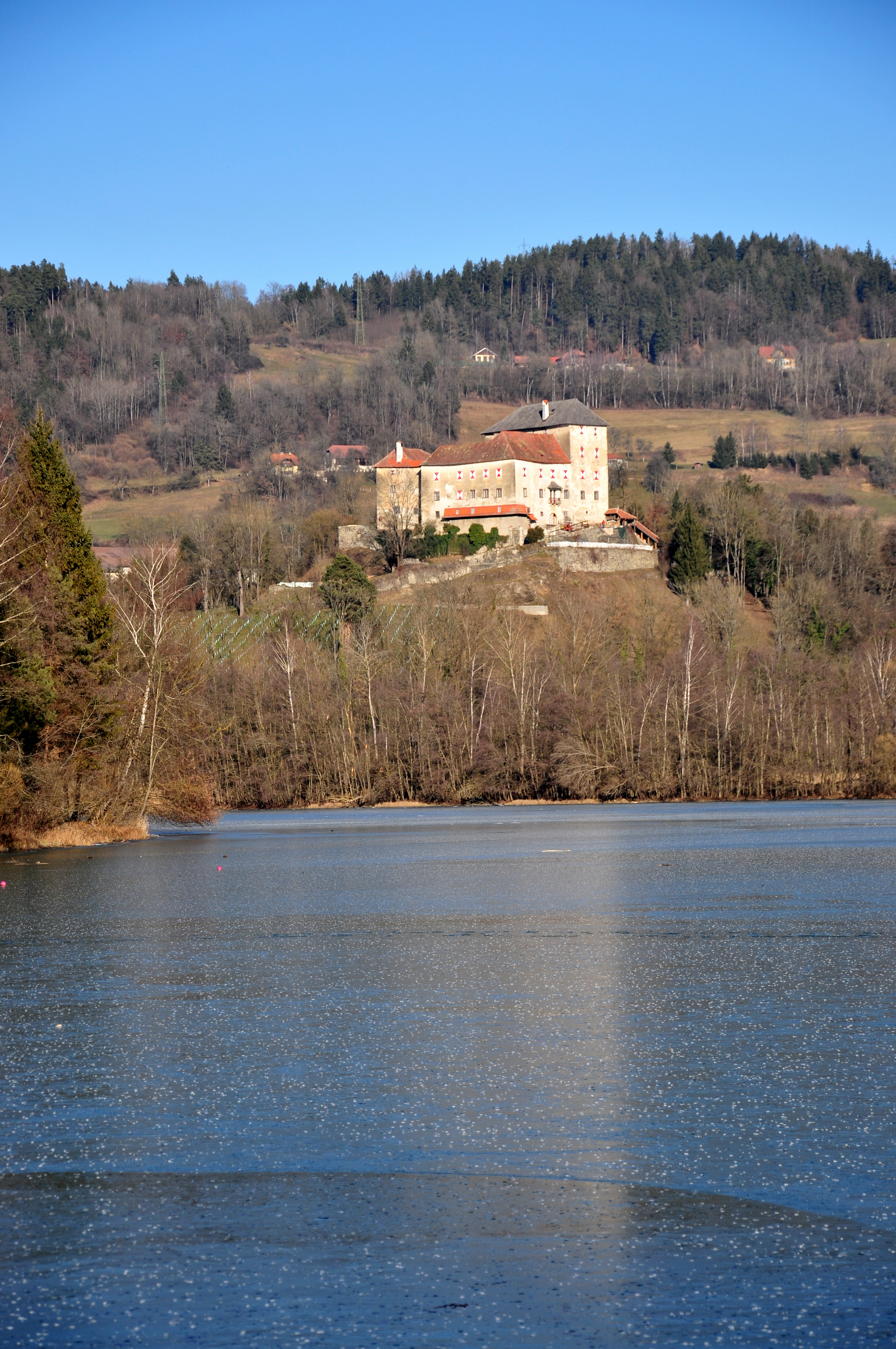
Il castello di Neudenstein visto dal lago artificiale Völkermarkt formato dalla Drava

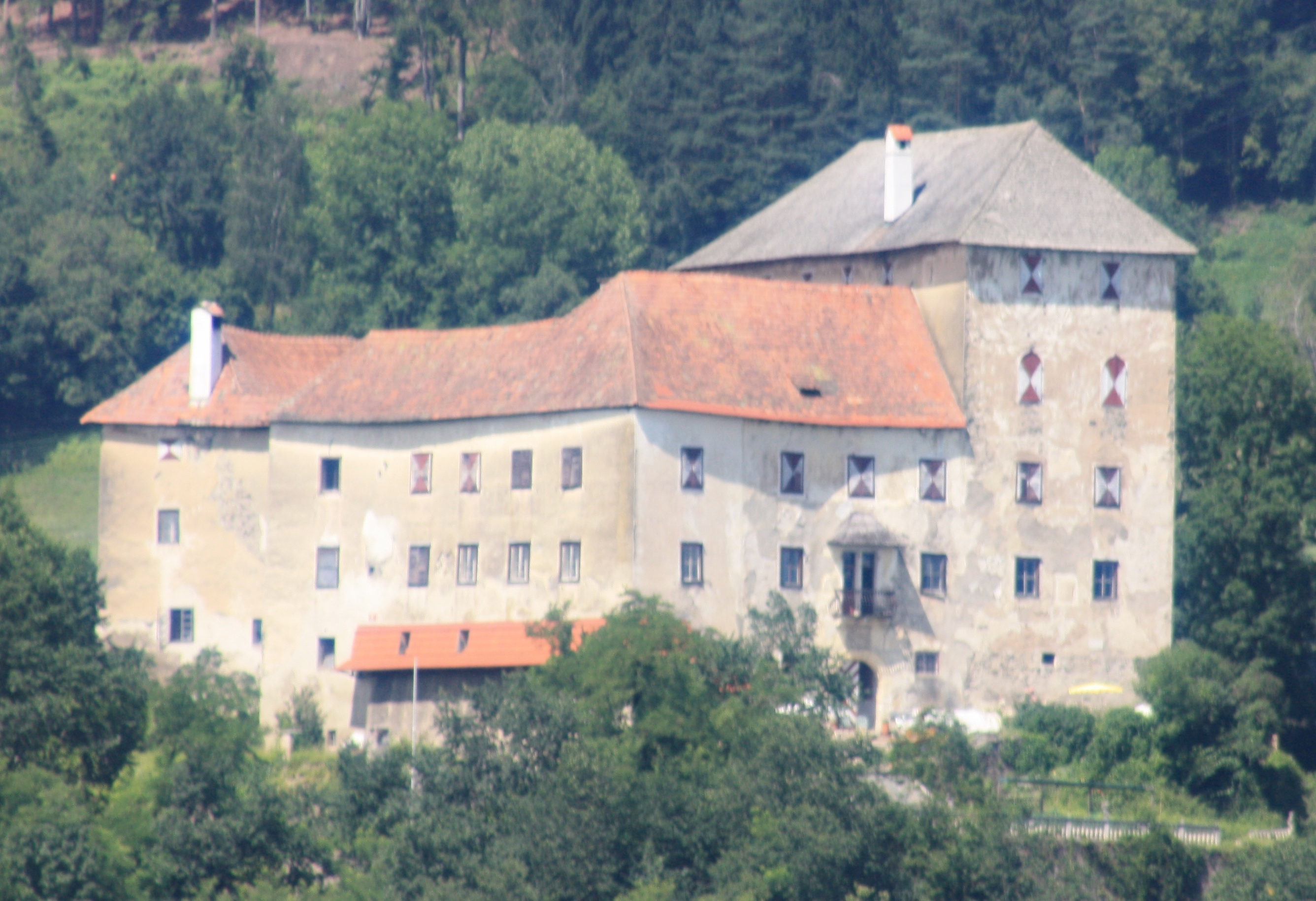
Castello di Neudenstein

Il castello di Neudenstein, che un tempo era chiamato di Neydnstein, è uno dei pochi castelli la cui data di inizio della sua costruzione è documentata con precisione poiché Il 14 settembre 1329 il duca Enrico di Carinzia e Tirolo concesse al governatore e maresciallo della Carinzia Konrad III von Auffenstein il permesso di costruire il castello sulla collina. Già nel 1368, a causa di una rivolta nella quale furono coinvolti anche gli Auffenstein, il castello venne occupato dei duchi di Carinzia che successivamente lo cedettero a famiglie che si erano dimostrate più fedeli con ministeriali  o personalità della finanza come gli Himmelberger, i signori di Graben, i Plumegger, i Windisch Graetz e i Kemetter. Tra questi Christoph Plumegger intorno alla metà del XVI secolo fece ampliare la struttura aggiungendo l'alta ala nord e il Freiherr Johann von Kemetter zu Tybein che nel 1671 lo restaurò rendendolo più confortevole. I discendenti di quest'ultimo mantennero la signoria fino al 1731. Nel XVIII secolo subentrarono i baroni von Mandorff e nel XIX secolo la famiglia Buzzi. Nel 1930 la proprietà andò ad Hans Böbs sino a quando i nuovi signori divennero i membri della famiglia Comelli-Stuckenfeld.

## Descrizione

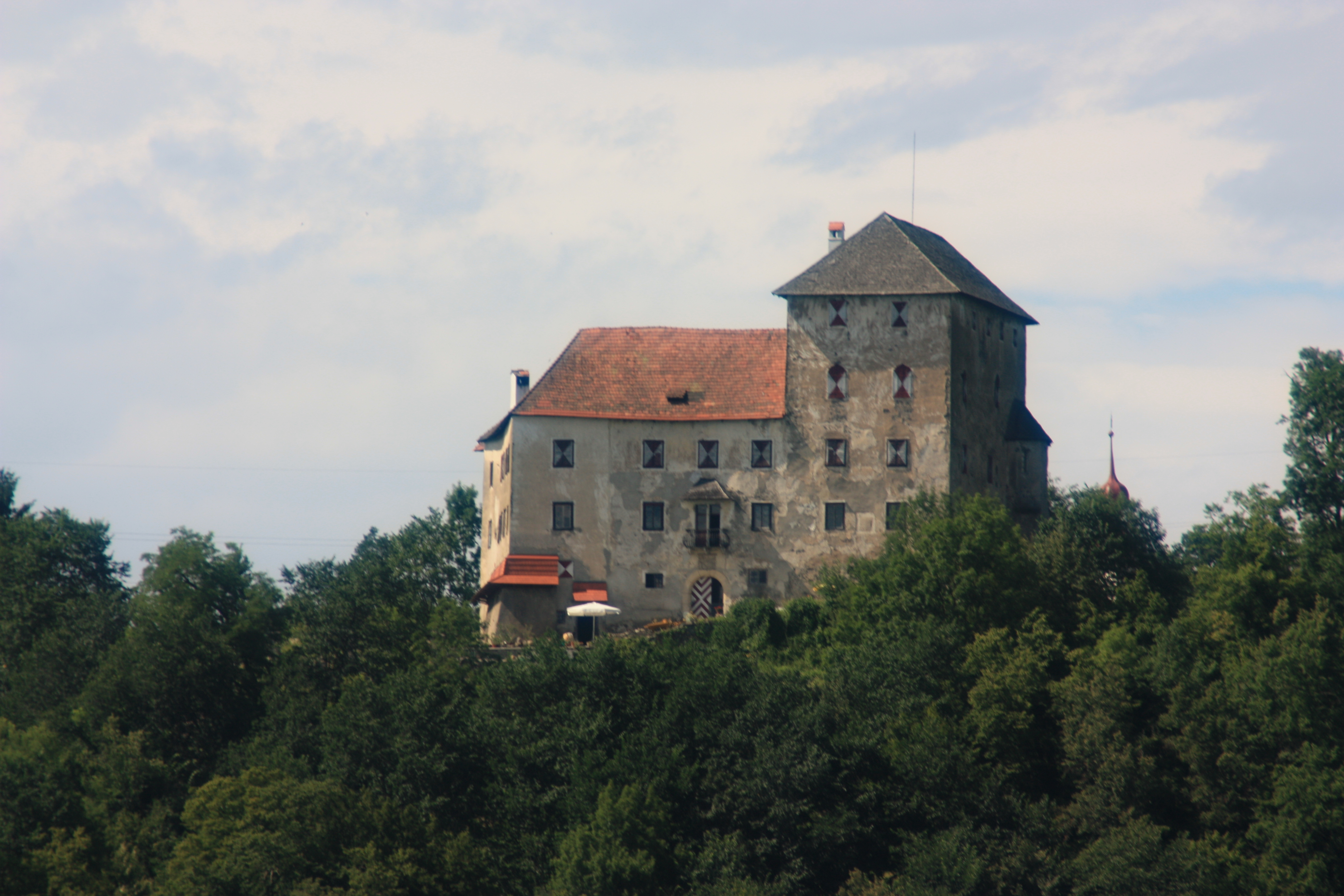
Castello di Neudenstein

Il castello si trova a Neudenstein, località di Völkermarkt, comune austriaco del Distretto di Völkermarkt appartenente al Land della Carinzia. È posto su un'altura sulla Drava e circondato da una foresta fitta che, popolarmente, lo fa conoscere anche come castello Nero (Schwarzes Schlößl) per l'impressione che genera. I resti dell'antico muro di cinta sono ancora visibili mentre la bella torre dell'antica porta di accesso con un ponte levatoio fu demolita nel 1841. Anche l'antico mastio venne demolito nella seconda metà del XVIII secolo. Le torri angolari, che nel XVII secolo furono dotate di tetti barocchi, non sono più riconoscibili dopo le successive trasformazioni. Il castello ha come pianta un poligono irregolare per adattarsi alla conformazione del terreno e alla roccia. Sopra la porta ad arco si conserva lo stemma del barone Johann Karl von Kemetter e di sua moglie. Al posto dell'antico bovindo sopra il portale si trova un balcone in ferro. Al centro del complesso si trova il cortile interno di forma irregolare circondato da un'ala di cinque piani e da tre ali di quattro piani. Su tre lati sono presenti portici di epoca rinascimentale. Le antiche parti dipinte recuperate sulle facciate del cortile rivelano quanto fossero colorate le pareti nel XVI secolo. Le ali sud ed est risalgono al XIV secolo, mentre le ali ovest e nord furono costruite rispettivamente nel XVI e XVII secolo. Sul fronte est, dalla cappella del castello, sporge il presbiterio con due finestre gotiche a sesto acuto. Nel suo arco trionfale si trovano ancora resti a più strati di pitture murali gotiche. L'altare risale alla fine del XVII secolo. Di particolare interesse è la sala centrale del primo piano, la cosiddetta Sala dei Cavalieri, con bellissimi stucchi del 1667 e pitture sul soffitto realizzate da Antonio Biepo che raffigurano le imprese di Icaro e Fetonte. Le pareti sono inoltre arricchite da decorazioni con fiori, ghirlande e medaglioni che, coi busti degli imperatori romani, formano un insieme dall'aspetto antico. L'adiacente Sala di Caccia ha un soffitto a cassettoni e una stufa Biedermeier risalente al 1830. Anche la sala principale al secondo piano ha dipinti sul soffitto su temi mitologici realizzati da Biepo che raffigurano Orfeo negli inferi ed Enea in fuga da Troia in fiamme. Inoltre negli stucchi decoratici, compaiono putti come simboli delle stagioni e degli elementi atmosferici.

### Bene architettonico tutelato
Il castello di Neudenstein è stato posto sotto tutela dei monumenti da parte della Repubblica austriaca col numero 34674.